# Xiphidiopsis fanjingshanensis
Xiphidiopsis fanjingshanensis är en insektsart som beskrevs av Shi, F-m. och X. Du 2006. Xiphidiopsis fanjingshanensis ingår i släktet Xiphidiopsis och familjen vårtbitare. Inga underarter finns listade i Catalogue of Life.